# Lacchiarella
Lacchiarella (lombardisch Lacciarella) ist eine italienische Gemeinde mit 9133 Einwohnern (Stand 31. Dezember 2023) in der Metropolitanstadt Mailand, Region Lombardei.
Die Nachbarorte von Lacchiarella sind Zibido San Giacomo, Pieve Emanuele, Basiglio, Binasco, Siziano (PV), Casarile, Vidigulfo (PV), Giussago (PV) und Bornasco (PV).

## Bevölkerungsentwicklung
Lacchiarella zählt 3094 Privathaushalte. Zwischen 1991 und 2001 stieg die Einwohnerzahl von 6825 auf 7248. Dies entspricht einem prozentualen Zuwachs von 6,2 %.